# Crucișătorul Variag (film)

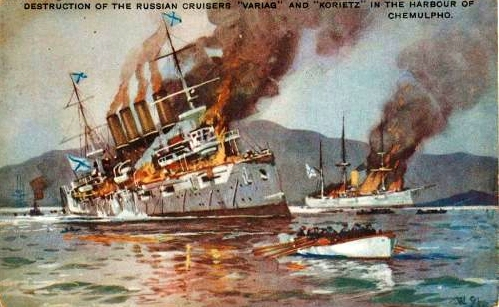
Scufundarea crucișătorului „Variag” și „Koreeț” în portul Chemulpo

Crucișătorul Variag (titlul original: în rusă Крейсер «Варяг», transliterat: Kreiser Variag) este un film dramatic sovietic, realizat în 1946 de regizorul Viktor Eisîmont, pe baza evenimentelor reale din anul 1904 din portul coreean Chemulpo.
Protagoniștii filmului sunt actorii Boris Livanov, Aleksandr Zrajevski, Vasili Bokarev și Gheorghi Gheorghiu. 

## Conținut
La 27 ianuarie (9 februarie) 1904, comanda escadrilei japoneze, care s-a apropiat de portul neutru coreean Chemulpo, a invitat navele rusești, crucișătorul „Variag” și canoniera „Koreeț”, să părăsească portul. Marinarii ruși, care nu primesc sprijin de la comandanții celolalte nave ale puterilor străine, decid să meargă în larg și intră în luptă cu flotila japoneză.

## Distribuție
- Boris Livanov – Vsevolod Rudnev, comandantul crucișătorului „Variag”
- Aleksandr Zrajevski – Beliaev,  Comandantul canonierei „Koreeț”
- Vasili Bokarev – ofițerul în vârstă
- Gheorghi Gheorghiu – ofițerul francez
- Vsevolod Larionov – micimanul Dorofeev
- Nadir Malișevski – micimanul Musatov
- Rostislav Pliatt – Beily, comandantul crucișătorului englez[1]
- Lev Potiomkin – factorul poștal coreean
- Mihail Sadovski – micimanul Muromski
- Semen Svașenko – observatorul din gabie
- Aleksandr Smirnov – ofițer de flotă[2]
- Lev Sverdlin – consulul japonez
- Nikolai Ceaplîghin – locotenentul Bobîlev
- Aleksandr Timontaev – un matroz
- Georgy Petrovsky – Pavlov
- Serghei Țenin – comandantul crucișătorului francez
- Nikolai Bubnov – tatăl lui Paisi
- Iulia Țai – Marusia